# Sinapin
Sinapin je organická sloučenina, alkaloid nacházející se v semenech některých rostlin, například brukvovitých. Je to cholinester kyseliny sinapové.
Tuto látku objevil Étienne Ossian Henry roku 1825.

## Výskyt
Sinapin se obvykle objevuje ve vnější slupce semen olejnin a bývá ve velkých množstvích obsažen ve zbytcích po lisování některých olejů, například z brukve sítinovité (12,2 % hmotnosti) a řepky (9,5 %).

## Izolace
Obvyklý postup extrakce sinapinu z výlisků spočívá v odstranění tuků pomocí hexanu Soxhletovým extraktorem následovaným extrakcí 70% methanolem při 75 °C.

## Metabolismus
Sinapinesteráza je enzym, který katalyzuje hydrolytické štěpení sinapinu na kyselinu sinapovou a cholin.
Sinapoylglukóza-cholin O-sinapoyltransferáza přeměňuje 1-O-sinapoyl-β-D-glukózu a cholin na D-glukózu a sinapin.